# Hieronimo Miani
Hieronimo Miani, auch Hieronymus Miani (* Venedig, bl. 1738–1746 in Kopenhagen; gestorben nach 1746) war ein italienischer Historienmaler und Radierer.

## Leben
Miani kam etwa 1739 aus Venedig nach Dänemark und gehörte zum Kreis der Künstler, die durch König Christian VI. nach Kopenhagen berufen wurden, um bei der Errichtung des Schlosses Christiansborg behilflich zu sein. Er wurde gleichzeitig Professor an der (älteren) Akademie in Kopenhagen und nach dem Tod von Hinrich Krock 1738 bis zum Jahr 1745 gemeinsam mit dem französischen Bildhauer Louis August le Clerc deren Leiter. Er verließ Dänemark im Folgejahr und kehrte nach Italien zurück.
Miani fertigte ein großes Deckenfresko und mehrere Figuren in Schloss Christiansborg. Seine Ausmalungen wurden durch den großen Schlossbrand zerstört. Es sind nur wenige Zeugnisse seines Schaffens in Kopenhagen überliefert, darunter eine eigenhändige Radierung eines Porträts des Kronprinzen und späteren Königs Friedrich V. Der Kupferstecher Peter Cramer (1726–1782) stach nach seiner Vorlage. Der Maler Johannes Wiedewelt gehörte zu seinen Schülern. Im Jahr 1740 erhielt er den Auftrag in Schloss Frederiksborg fünf Deckengemälde zu restaurieren. 1744 fertigte er zwei biblische Gemälde, die für Eingangsgalerie der Kirche bestimmt waren. Keines seiner Werke blieb erhalten.